# Duda Esteves
Maria Eduarda Esteves e Alves (Rio de Janeiro, 31 de dezembro de 1979), mais conhecida como Duda Esteves, é uma jornalista e ex-atriz brasileira.

## Carreira
Estreou na televisão em 1987 como repórter mirim do programa Xou da Xuxa da Rede Globo. Paralelamente também participava das esquetes do humorisfico Os Trapalhões no quadro Trapa-Hotel entre 1990 e 1992, além de participar de vários filmes do grupo. Em 1992 assinou com a extinta Rede Manchete para apresentar o seu próprio programa infantil, o Dudalegria, onde apresentava brincadeiras e animes, ficando até 1996.
Após formar-se em jornalismo, se tornou redatora e editora da TV Record Rio de Janeiro em 2000, se transferindo para o SBT em 2005 e para a Rede Globo em 2008, onde assumiu a função no Mais Você. Em 2019 se tornou repórter do programa e, em 2020, do É de Casa

## Filmografia

### Televisão
| Ano     | Título           | Cargo              |
| ------- | ---------------- | ------------------ |
| 1988–92 | Xou da Xuxa      | Repórter           |
| 1990–92 | Os Trapalhões    | Vários personagens |
| 1992–96 | Dudalegria       | Apresentadora      |
| 2000–05 | Jornal da Record | Editora / Redatora |
| 2005–08 | SBT Brasil       | Editora / Redatora |
| 2008–19 | Mais Você        | Editora / Redatora |
| 2019–20 | Mais Você        | Repórter           |
| 2020–21 | É de Casa        | Repórter           |

### Cinema
| Ano  | Título                                | Papel                |
| ---- | ------------------------------------- | -------------------- |
| 1988 | Super Xuxa Contra Baixo Astral        | Criança no Arco-Íris |
| 1990 | Lua de Cristal                        | Duda                 |
| 1990 | O Mistério de Robin Hood              | Rosa / Luísa         |
| 1991 | Os Trapalhões e a Árvore da Juventude | Jonaze               |